# Широкий Яр (Новосибирская область)
Широ́кий Яр — посёлок в Мошковском районе Новосибирской области. Административный центр Широкоярского сельсовета.

## География
Площадь посёлка — 217 гектаров.

## История
В 1966 году указом Президиума Верховного Совета РСФСР посёлок центральной усадьбы совхоза «Ояшинский» переименован в Широкий Яр.

## Население
| 2002 | 2007  | 2010 |
| ---- | ----- | ---- |
| 984  | ↗1040 | ↘830 |

## Улицы
| - ул. Гагарина, - ул. Западная, - ул. Зелёная, - ул. Молодёжная, | - ул. Новая, - ул. Производственная, - ул. Пролетарская, - ул. Садовая, | - ул. Северная, - ул. Семилетка, - ул. Советская, - ул. Специалистов, | - ул. Строительная, - ул. Учительская, - ул. Фермерская, - ул. Школьная. |

## Инфраструктура
В посёлке по данным на 2007 год функционирует 1 учреждение здравоохранения и 1 учреждение образования.